# Hera Hilmar
Hera Hilmar (Reykjavík, 27 december 1988), geboren als Hera Hilmarsdóttir, is een IJslandse actrice. Haar vader is regisseur en haar moeder is actrice. De eerste film waarin Hilmar speelde, was de IJslandse film Veðramót (2007).
Ze studeerde aan de London Academy of Music and Dramatic Art.

## Filmografie

### Film
- Tár úr steini (1995)
- Sporlaust (1998)
- Veðramót (2007)
- Anna Karenina (2012)
- We Are the Freaks (2013)
- The Fifth Estate (2013)
- Vonarstræti (2014)
- Get Santa (2014)
- Alleycats (2016)
- Eiðurinn (2016)
- The Ottoman Lieutenant (2017)
- An Ordinary Man (2017)
- Sumarbörn (2017)
- The Ashram (2018)
- Mortal Engines (2018) - Hester Shaw[2]
- Svar við bréfi Helgu (2022)

### Televisie
- Svartir englar (2008)
- Hamarinn (2010)
- Leaving (2012)
- World Without End (2012)
- Da Vinci's Demons (2013-2015)
- The Romanoffs (2018)
- See (2019)

- Gemeinsame Normdatei: 1069178799
- International Standard Name Identifier: 0000 0004 6360 8371
- Library of Congress Control Number: no2019008942
- Nationale Bibliotheek van Tsjechië: xx0250325
- Système universitaire de documentation: 237885239
- Virtual International Authority File: 315116544
- WorldCat: E39PBJkTb93tMJqj8GBtgBBQMP